# Bishop's Green
Bishop's Green est un village du Hampshire, en Angleterre.